# مدل ارزیابی رفتار دیسک
مدل ارزیابی رفتار دیسک (به انگلیسی: DISC) یک مدل رفتارشناسی است، که طبق نظریه‌های ویلیام مارستون در ۱۹۲۸ بیان شد. این مدل معتقد است که رفتارهای قابل مشاهده انسان به ۴ گروه اصلی طبقه بندی می‌شوند. درواقع DISC یک ابزار برای درک رفتار اطرافیان است که رفتارهای طبیعی انسان را بر ۴ اساس تسلط‌گرایی(D)، نفوذ(I)، ثبات(S)، وظبفه‌شناسی(C) تقسیم بندی می‌کند.
پایه و اساس مدل DISC کتابی بود که ویلیام مارستون تحت عنوان «هیجانات انسان‌های معمولی» در ۱۹۲۸ نوشت و در آن کتاب رفتارهای قابل مشاهده یک انسان عادی را به ۴ گروه تقسیم بندی کرد. به همین دلیل وی را به نام خالق مدل DISC می‌شناسند، هرچند که آقای مارستون فعالیت‌های دیگری مانند ساخت یک دستگاه دروغ‌سنج را هم در کارنامه دارد.  
مدل DISC صرفا درمورد رفتارهای قابل مشاهده انسان و نحوه واکنش آن به اتفاقات صحبت می‌کند و ارتباطی با هوش، سلامت روان و یا ارزش‌های درونی انسان ندارد. همچنین هیچ گروهی در الگوی DISC بر سایر مدل‌ها برتری ندارند، اگرچه ممکن است در جایگاه‌هایی باهم متفاوت باشند و نقاط قوت و ضعف مختلفی داشته باشند.

## آزمون ارزیابی رفتار دیسک
آزمون دیسک یک آزمون ارزیابی مدل رفتاری با اغلب ۲۴ سوال است که کاربران باید در سوالات به یک رفتاری که بیشترین شباهت و یک رفتاری که کمترین شباهت را با آنان دارد پاسخ دهند. بعد از اتمام آزمون شما نمودار مدل رفتاری خود را دریافت خواهید کرد که در نمودار اول رفتارهای غالب شما در محیط اطراف و در نمودار دوم رفتارهای غالب شما در محیط شخصی نوشته شده است. آنتونی رابینز معتقد است که آزمون دیسک ارزیابی ارزشمند جهت درک رفتار خود است و در شرکت خودش از این ارزیابی استفاده می‌کند.
بیش از یک میلیون نفر در هر سال به 30 زبان زنده دنیا از آزمون ارزیابی دیسک استفاده می‌کنند.  برایان تریسی درمورد این آزمون می‌گوید «ما هرگز بدون گرفتن آزمون دیسک کسی را در شرکتمان استخدام نمی‌کنیم، داوطلبان استخدام را به وب سایتی رجوع می‌دهیم و از آن‌ها می‌خواهیم ۱۰ الی ۱۵ دقیقه برای پاسخگویی به مجموعه سوالات اختصاص دهند» 

## هدف از پیدایش دیسک
مدل ‌DISC معیاری است برای شناخت افراد و پیش بینی رفتارهای آن‌ها، این مدل کمک می کند که با افراد مختلف در موقعیت های متفاوت، به طور موثرتری ارتباط برقرار کنید. به دلیل اینکه مدل‌های شخصیت شناسی همانند آزمون شخصیت مایرز–بریگز معتقد هست که شخصیت ثابت است و بعید است که تغییر کند اما دیسک معتقد است که رفتارهای انسان در مواجهه با اتفاقات مختلف می‌تواند متغیر باشد. دیسک به طور کلی آسان‌تر و کاربردی‌تر از سایر ارزیابی‌های شخصیتی مانند آزمون شخصیت مایرز–بریگز است، چون دیسک را می‌توان به گونه ای توضیح داد که حتی کودکان خردسال نیز بتوانند آن را درک کنند.

## استفاده نادرست از دیسک
رایج‌ترین استفاده نادرست از مدل DISC برچسب زدن و یا نادیده گرفتن توانایی‌های افراد است که منجر به ایجاد کلیشه‌های ناعادلانه می‌شود. به این دلیل که یک فردی یک گرایش رفتاری خاص را مورد توجه و اولویت قرار می‌دهد و آن به این معنی نیست که او توانایی انجام کارهای مخالف با الگوی رفتاری اش را ندارد.

## اعتبار و پایایی
در روان سنجی، پایایی به ثبات معیارهای خاص اشاره دارد، به این معنی که در شرایط ثابت، نتیجه‌ای تقریبا مشابه ایجاد کند. 
یکی از رایج ترین معیارهای پایایی، پایایی آزمون-مجدد است. با استفاده از این روش، محققان آزمون را با انجام یک ارزیابی دو بار در دو مقطع زمانی مختلف ارزیابی می‌کنند. 
در ایران سایت‌های بسیاری به منظور بهینه‌سازی فرایند استخدام از تست‌های شخصیت‌شناسی استفاده می‌کنند تا بتوانند عملکرد رفتاری کارجویان در آینده را تا حدودی پیش‌بینی کنند. آزمون شخصیت‌شناسی دیسک نیز به عنوان یک آزمون ارزیابی پیش از استخدام می‌تواند مورد استفاده کارفرمایان قرار گیرد. 
اگرچه اکثریت قریب به اتفاق ارزیابی‌های شخصیتی و رفتاری قابل تردید است، اما آزمون‌های معتبر DISC به طور مداوم نمرات قابلیت اطمینانی دریافت می‌کنند. در هر صورت، ارزیابی‌های رفتارDISC یکی از معتبرترین، ابزارهای رفتاری در بازار محسوب می‌شوند. تنها ۲٫۹۳ درصد از کل نتایج ارزیابی DISC در استرالیا نامعتبر تلقی می‌شوند و در سطح جهانی این رقم  تنها به ۴٫۱۳ درصد ‌می‌رسد. 